# Liste des communes françaises de l'Hérault ayant changé de nom au cours de la Révolution
Pour un article plus général, voir Liste des communes françaises ayant changé de nom au cours de la Révolution.
Cet article présente la liste des communes françaises de l'Hérault ayant changé de nom au cours de la Révolution. 

## Hérault
Les noms des communes qui ont conservé leur nom révolutionnaire sont surlignés en bleu ciel.
| Commune                                                 | Nom révolutionnaire            | Notice Ehess-Cassini |
| ------------------------------------------------------- | ------------------------------ | -------------------- |
| Aigues-Vives                                            | Aiguevive-la-République        | no 238               |
| Bosc d'Avoiras (Le) (réunie à Le Bosc)                  | Ruyernous                      | no 62418             |
| Candillargues                                           | Côme-de-la-Palus               | no 6780              |
| Château-de-Londres                                      | Mas-de-Londres                 | no 21504             |
| Gorniès                                                 | Renfort                        | no 15744             |
| Mauguio                                                 | Mont-Salaison                  | no 21607             |
| Nézignan-l'Évêque                                       | Nézignan-le-Libre              | no 24707             |
| Roquebrun                                               | Roc-Libre                      | no 29603             |
| Saint-Alban (réunie à Le Bosc)                          | Ruberlac                       | no 62417             |
| Saint-André-de-Sangonis                                 | Beaulieu                       | no 30381             |
| Saint-Bauzille-de-Putois                                | Bel-Hérault                    | no 30668             |
| Saint-Chinian                                           | Vernodure                      | no 30870             |
| Saint-Étienne-d'Albagnan                                | Terrebasse                     | no 31642             |
| Saint-Étienne-de-Gourgas                                | Montbraize                     | no 31653             |
| Saint-Félix-de-Lodez                                    | Lodès                          | no 31741             |
| Saint-Félix-de-l'Héras                                  | L'Héras                        | no 31740             |
| Saint-Frichoux (réunie à Le Bosc)                       | Combe-de-Cergues               | no 62416             |
| Saint-Gervais-la-Ville (devenue Saint-Gervais-sur-Mare) | Mont-Taillis                   | no 32157             |
| Saint-Guilhem-le-Désert                                 | Verdus-le-Désert               | no 32226             |
| Saint-Guiraud                                           | Bel-Air                        | no 32229             |
| Saint-Guiraud                                           | Bellevue                       | no 32229             |
| Saint-Guiraud                                           | Gairaud                        | no 32229             |
| Saint-Jean-de-Buèges                                    | La Sentinelle                  | no 32462             |
| Saint-Jean-de-Buèges                                    | Roche-au-Midi                  | no 32462             |
| Saint-Jean-de-Buèges                                    | Rochemidy                      | no 32462             |
| Saint-Jean-de-Fos                                       | Fort-l'Hérault                 | no 32472             |
| Saint-Jean-de-la-Blaquière                              | La Blaquière                   | no 4389              |
| Saint-Julien                                            | Doumergousse                   | no 32654             |
| Saint-Martin-de-l'Arçon                                 | Doussairolles                  | no 33241             |
| Saint-Maurice (devenue Saint-Maurice-Navacelles)        | Fontenille-de-Vis              | no 33555             |
| Saint-Pargoire                                          | Pargoire-l'Hérault             | no 33946             |
| Saint-Paul-et-Valmalle                                  | Paul-le-Montagnard             | no 34024             |
| Saint-Pons-de-Mauchiens                                 | Mont-Ventôse                   | no 34266             |
| Saint-Pons (devenue Saint-Pons-de-Thomières)            | Thomières                      | no 34264             |
| Saint-Privat                                            | Maro                           | no 34311             |
| Saint-Saturnin (devenue Saint-Saturnin-de-Lucian)       | Lucian                         | no 34526             |
| Saint-Vincent-d'Olargues                                | Collines-et-Rochers            | no 34975             |
| Saint-Vincent-d'Olargues                                | Vincent-de-Collines-et-Rochers | no 34975             |